# Una faccia in prestito
Una faccia in prestito  è il decimo album registrato in studio e con canzoni inedite del cantautore Paolo Conte.
Parole, musica e arrangiamenti sono di Paolo Conte.

## Tracce
Testi, musiche e arrangiamenti di Paolo Conte
1. Epoca – 3:05
2. Elisir – 2:22
3. Fritz – 3:59
4. Un fachiro al cinema – 3:29
5. Teatro – 4:43
6. Sijmadicandhapajiee – 3:42
7. Le tue parole per me – 3:48
8. Quadrille – 2:47
9. Una faccia in prestito – 3:20
10. Don't throw it in the W.C. – 5:20
11. Danson metropoli – 4:09
12. Il miglior sorriso della mia faccia – 2:39
13. La zarzamora – 2:17
14. Vita da Sosia – 3:17
15. Cosa sai di me? – 2:55
16. Architetture lontane – 2:53
17. L'incantatrice – 7:36

## Formazione
- Paolo Conte - voce, pianoforte
- Daniele Dall'Omo - chitarra, ukulele
- Jino Touche - chitarra, cori, contrabbasso
- Massimo Pitzianti - fisarmonica, bandoneon, clarinetto, pianoforte, sassofono baritono, sassofono soprano
- Leo Martina - sintetizzatore
- Alessio Menconi - chitarra
- Daniele Di Gregorio - batteria, percussioni, vibrafono
- Roberto Caviglione - viola
- Luciano Girardengo - violoncello
- Massimo Barbierato - violino
- Michele Cagnetta - violino
- Alberto Mandarini - tromba
- Roberto Rossi - trombone
- Rudy Migliardi - trombone, tuba
- Guido Chiara - sax alto
- Luca Velotti - clarino, sassofono soprano, sassofono tenore
- Luigi Abenante - corno francese
- Lia Mellano - oboe
- Simone Allione - oboe
- Amelia Saracco - mandolino

## Classifiche
| Classifica (1995) | Posizione massima |
| ----------------- | ----------------- |
| Italia            | 2                 |